# Флавий
Името Флавий (Flavius, от латинското flavus, „рус“) e римско фамилно име (nomen gentile).
Родът Флавии произлиза от италийска фамилия на конници от Лациум. Плебейският род Flavia през римската Република няма голямо значение, но през 1 век от него произлиза династия с трима императори: Веспасиан, Тит и Домициан. След управлението на династията на Флавиите (69 – 96) името Флавий става доста популярно. Носи го и император Константин I, затова основаната от него династия понякога се нарича Втора династия на Флавиите.
Женската форма на името e Флавия (Flavia). Модерните варианти са Флавиан или Флавио.

## По-известни носители на името
Императори от династията на Флавиите;
- Тит Флавий Веспасиан (Веспасиан) – римски император
- Тит Флавий Веспасиан (Тит) – римски император
- Тит Флавий Домициан (Домициан) – римски император

Императори с името Флавий:
- Флавий Константин (Константин Велики) – римски император
- Флавий Констанций (Констанций II) – римски император
- Флавий Валентиниан (Валентиниан I) – римски император
- Флавий Юлий Валент (Валент) – римски император
- Флавий Валентиниан (Валентиниан II) – римски император
- Флавий Валентиниан (Валентиниан III) – римски император
- Флавий Аркадий (Аркадий) – римски император
- Флавий Хонорий – римски император
- Флавий Константин (Константин II) – римски император
- Флавий Юлиан (Юлиан Апостат) – римски император
- Флавий Грациан (Грациан) – римски император
- Флавий Йовиан (Йовиан) – римски император
- Флавий Крисп (Крисп) – римски император
- Флавий Магнус Магненций (Магненций) – римски император
- Флавий Петър Сабатий Юстиниан (Юстиниан I) – император на Източната Римска Империя (Византия), 6 век
- Флавий Василиск – император на Източната Римска империя
- Флавий Олибрий – император на Западната Римска империя

Римски политици и генерали:
- Гай Флавий Фимбрия (консул 104 пр.н.е.), римски политик, консул 104 пр.н.е.
- Гай Флавий Фимбрия (легат), римски пълководец, легат против Митридат VI
- Луций Флавий Фимбрия, суфектконсул 71 г.
- Тит Флавий Сабин (баща на Веспасиан)
- Тит Флавий Сабин (консул 47 г.), брат на Веспасиан
- Тит Флавий Сабин (консул 69 г.), син на консула от 47 г.
- Тит Флавий Сабин (консул 72 г.)
- Тит Флавий Сабин (консул 82 г.), син на консула от 69 г.
- Луций Флавий Силва Ноний Бас, управител в Юдея 73/74 – 80 г., консул 81 г.
- Тит Флавий Клемент (консул 95 г.), консул 95 г.
- Флавий Флоренций (консул 361 г.)
- Флавий Тавър, консул 361 г.
- Флавий Дагалайф, консул 366 г.
- Флавий Йовин, консул 367 г.
- Флавий Лупицин, консул 367 г.
- Флавий Тимасий, консул 389 г.
- Флавий Промот, консул 389 г.
- Флавий Руфин, консул 392 г.
- Флавий Евтихиан, консул 398 г.
- Флавий Аврелиан, консул 400 г.
- Флавий Цецина Деций Максим Василий, консул 480 г.
- Флавий Авиен, консул 501 г.
- Флавий Теодор, консул 505 г.
- Флавий Инпортун, консул 509 г.
- Флавий Помпей, консул 501 г.
- Флавий Хипаций, консул 502 г.)
- Флавий Проб, консул 502 г.
- Флавий Сатурнин, консул 383 г.
- Флавий Меробавд, консул 383 г.
- Флавий Сабиниан, консул 505 г.
- Флавий Мошиан, консул 512 г.
- Флавий Виктор, римски узурпатор 384 г.
- Флавий Рикомер, консул 384 г.
- Флавий Бавтон, консул 385 г.
- Флавий Евтолмий Тациан, консул 391 г.
- Флавий Абунданций, консул 393 г.
- Флавий Аниций Хермогениан Олибрий, консул 395 г.
- Флавий Аниций Пробин, консул 395 г.
- Флавий Далмаций, консул и цензор 333 г.
- Флавий Далмаций, цезар (335 – 337)
- Флавий Ханибалиан, обявен за nobilissimus 335 г.
- Флавий Бонос, консул 344 г.
- Флавий Домиций Леонтий, консул 344 г.
- Флавий Юлий Салустий, суфектконсул 344 г.
- Флавий Патриций, консул 459 г., цезар на Лъв I (469/470 – 471)
- Флавий Рицимер, консул 459 г., magister militum
- Флавий Евтропий – римски историк
- Йосиф Флавий – еврейски историк и военачалник
- Флавий Касиодор (Касиодор) – римски писател и политик
- Флавий Аеций (Аеций), римски пълководец, консул 432, 437 и 446 г.
- Флавий Велизарий (Велизарий), византийски военачалник
- Флавий Ариан (Ариан), историк, консул 128 – 129 г.
- Флавий Хипаций († 532), източноримски сенатор, племенник на император Анастасий I
- Флавий Квинт Корнелий

Следните римски легиони носят името Flavia:
- Legio IV Flavia Felix
- Legio XVI Flavia Firma
- Legio I Flavia Constantia
- Legio I Flavia Gallicana Constantia
- Legio I Flavia Martis
- Legio I Flavia Pacis
- Legio I Flavia Theodosiana
- Legio II Flavia Constantia
- Legio II Flavia Virtutis
- Legio III Flavia Salutis